# 後紋棘花鮨
後紋棘花鮨，又稱後紋棘花鱸，為輻鰭魚綱鱸形目鱸亞目鮨科的其中一種，分布於西太平洋的新喀里多尼亞海域，棲息深度可達200公尺，體長可達6.2公分，為底棲性魚類，屬肉食性，生活習性不明。

## 擴展閱讀
維基物種上的相關：後紋棘花鮨